# Воронежский листок
«Воро́нежский листо́к» — газета, выходившая в Воронеже с 1862 по 1868 год.

## История
Газета «Воронежский листок» выпускалась в Воронеже с периодичностью два раза в неделю.
Издавал газету В. А. Гольдштейн, в 1862—1866 году редактировал П. В. Малыхин, с 1867 года — Г. М. Веселовский.
Это была первая частная газета в Воронеже.
В нем принимали участие А. Д. Градовский, В. Успенский, М. Ф. де-Пуле, А. Кудрявцев, Б. Пассек, А. Михайлов и другие.
«Воронежский листок» выступал за всемерное расширение земского самоуправления и развитие капиталистического крестьянского хозяйства. В многочисленных корреспонденциях с мест приводятся примеры сопротивления временнообязанных крестьян помещикам. В 1864 году приказом министра внутренних дел «Воронежский листок» за «вредное» направление был приостановлен на 8 месяцев.
В 1869 году издание возобновлено под названием «Воронежский справочный листок».